# 와자모노가타리
《와자모노가타리》(業物語)는 니시오 이신의 청춘 괴이 소설 작품이다. 〈이야기〉 시리즈의 통권 20권째로, 고단샤 BOX 레이블에서 2016년 1월 14일에 간행되었다. 일러스트는 VOFAN이 담당하고 있다.

## 개요
현대의 괴이를 그린 《끝 이야기》에서 완결된 〈이야기〉 시리즈의 그 뒤를 그리는 〈이야기〉 시리즈・오프 시즌 제2탄.
잔혹동화 「아름다운 공주」(うつくし姫), 제0화(第零話) 「아세로라 보나페티」, 제0화(第零話) 「카렌 오우가」, 제0화(第零話) 「츠바사 슬리핑」의 네 에피소드가 수록된다.
표지는 유소년기・육체 연령 10세 정도의 오시노 시노부가 그려져 있다. 앞머리를 일자(一字)로 한 시노부가 소설의 표지가 된 것은 이번이 처음.
오리콘 조사에 따른 추정 매상 부수는 2016년 1월 11일 ~ 1월 17일의 1주일간 (발매일은 1월 14일로, 실질적으로는 4일간) 66,100부, 2016년 1월 25일부의 BOOK 종합 랭킹에서 1위를 차지했다.
2016년 1월 30일, 《와자모노가타리》 간행 기념으로, 스마트폰용 8비트 게임 《와자모노가타리》가 공개되었다.

## 줄거리
옛날 옛날, 어느 나라에 참으로 아름다운 공주님이 있었습니다.
그녀의 아름다움은 모두가 칭찬하지 않을 수 없을 정도로, 모두가 그녀를 「아름다운 공주」(うつくし姫)라고 불렀습니다.
그녀의 고민은, 모두가 외견의 아름다움만을 칭찬하고, 그 내면을 보아주지 않은 것.
그런 그녀의 고민을 눈치챈 마녀가, 아름다운 공주에게 어느 마법을 걸었습니다.
그것은 그녀의 내면을 가시화한다고 불리는 것.
하지만, 그녀의 내면은 너무나도 아름다웠던 나머지, 그 주위에 있는 소중한 사람들이, 스스로 목숨을 바치게 된 것이었습니다.
한 곳에 오래 머물러 있으면, 누군가가 찾아와서 목숨을 바쳐버리기 때문에, 공주는 성을 뛰쳐나와, 오직 혼자서 도망치게 되었습니다.

## 등장 인물
아세로라 - 아름다운 공주 (アセロラ - うつくし姫)
「아름다운 공주」의 주인공. 귀족의 외동 딸로, 어렸을 때는 로라라 불렸으나, 황제에게서 칭호를 받아 아세로라 공주라고 불리게 되었다. 금발에 은색의 오른눈, 동색의 왼눈을 하고 있으며, 너무나 아름다워서, 주위의 인간을 목숨을 바쳐버리고 만다. 또한 그녀에게 해를 끼치려 해도, 자해나 자살을 하고 만다. 스사이드 마스터(スーサイドマスター)가 그녀를 흡혈귀화 하여, 키스샷 아세로라오리온 하트언더블레이드라고 이름 붙여진다. 600년 뒤에 시노부 메메에게 오시노 시노부라고 이름 붙여진다.
마녀 할머니 (魔女のおばあさん)
아름다운 공주의 나라에서 옛날부터 살고있는 마녀. 공주의 성에 숨어들어와, 공주의 고민을 해결하기 위해, 아름다움을 투명하게 하고, 내면을 주위의 인간에게 보여지게 하는 마법을 걸었다.
공주의 부친 (姫の父親)
아름다운 공주의 아버지. 딸에게 로라라는 이름을 붙여주었다. 딸의 마음의 아름다움에 자신을 부끄럽게 여기고 투신 자살했다.
공주의 모친 (姫の母親)
아름다운 공주의 어머니. 편안하게 숨을 거뒀다.
음악가 (音楽家)
아름다운 공주를 주제로 만든 음악을 바이올린으로 연주했다. 하지만 마법의 효과로, 그녀의 내면을 직시하게 되어, 곡으로는 그녀를 표현할 수 없다는 것을 깨닫고 자신의 두 손목을 공주에게 바쳤다.
시인 (詩人)
아름다운 공주를 주제로 한 시를 지었다. 하지만, 마법의 효과로, 그녀의 내면을 직시하게 되어, 시로는 그녀를 표현할 수 없다는 것을 깨닫고 자신의 혀를 찢어 바쳤다.
조각가 (彫刻家)
아름다운 공주를 주제로 한 조각을 팠다. 하지만, 마법의 효과로, 그녀의 내면을 직시하게 되어, 조각으로는 그녀를 표현할 수 없다는 것을 깨닫고 자신의 눈알을 도려내어 바쳤다.
디스토피아 비르투오조 스사이드 마스터 (デストピア・ヴィルトゥオーゾ・スーサイドマスター)
「아세로라 보나페티」의 이야기꾼으로 주인공이다. 결사(決死)적이고 필사(必死)적이며 만사(万死)의 흡혈귀. 아세로라 공주에게 키스샷 아세로라오리온이라는 이름을 붙여주어 그녀를 흡혈귀로 만든 장본인. 사체성(死体城)의 수많은 사망자의 원념으로부터 태어난 괴이. 재생 능력은 높고, 산산히 찢어져도 다시 부활하며, 그 때마다 몸이 유아화한다. 스스로 죽인 인간밖에 입에 담지 않는다는 계명을 자신에게 부과하고 있다. 육체의 변형 능력도 가졌으며, 날개를 생기게 해서 하늘을 날 수 있다.
토로피카레스크 홈어웨이브 도그스트링스 (トロピカレスク・ホームアウェイヴ・ドッグストリングス)
스사이드 마스터의 유일한 권속. 스사이드 마스터에게 절대적인 충성을 맹세했으며, 사체성에서 스사이드 마스터의 신변의 보호를 맡고 있다. 본래 인간으로, 능력은 스사이드 마스터 정도가 아니며, 비행도 할 수 없다.
사체왕 (死体王)
스사이드 마스터가 사는 「사체성」의 이전 주인이었던 인간. 국내외에서 사체의 산을 쌓아올렸기 때문에 「사체왕」이라 불렸고, 거성(居城)은 「사체성」이라 불리게 되었다.
아라라기 카렌 (阿良々木 火憐)
「카렌 오우가」의 주인공이자 화자. 사립 츠가노키중학교의 1학년 여자. 전에는 동생인 츠키히와 파이어 시스터즈라는 침을 결성해 친구 사이에서 정의의 아군으로 취급받고 있었다. 가라데를 배웠으며, 스승에게서 산 속에서 수행을 하도록 들었다.
스승 (師匠)
카렌에게 가라데를 가르치는 스승. 카렌도 상당히 달인이지만, 그녀조자 당해낼 수 없을 정도의 달인이다.
아라라기 츠키히 (阿良々木 月火)
카렌의 여동생. 머리는 결코 나쁘지 않을 테지만, 비상식적인 부분이 있다.
아라라기 코요미 (阿良々木 暦)
카렌과 츠키히의 오빠. 모노가타리 시리즈 본편의 주인공이지만 오프 시즌에서는 거의 출연이 없다.
하네카와 츠바사 (羽川 翼)
「츠바사 슬리핑」의 주인공이자 화자. 사립 나오에츠고교의 3학년 여자. 아라라기 코요미를 돕기 위해, 행방불명된 괴이 전문가, 오시노 메메를 찾아 온 세계를 돌아다니고 있다.
오시노 메메 (忍野 メメ)
괴이 전문가. 괴이담 수집을 하고 있다.
드라마투르기 (ドラマツルギー)
이전, 봄방학 시기 때 흡혈귀인 키스샷 아세로라오리온 하트언더블레이드를 노리고 있던 흡혈귀 헌터 중 한 명. 신장이 2m를 넘는 거한(巨漢). 독일에서 「하이웨스트」(ハイウェスト) 「ローライズ」(로우라이즈)의 쌍둥이 흡혈귀를 쓰러뜨리기 위해 잠입 조사를 하고 있다.
하이웨스트 (ハイウェスト)
검은 드레스를 입은 금발에 붉은 눈을 한 소녀 모습의 흡혈귀. 독일의 존재하지 않는 성새도시(城塞都市)에 잠복하고 있으며, 인간을 먹이로 하는 것 뿐만 아니라 그 목숨을 놀이를 위해 빼았는다.
로우라이즈 (ローライズ)
흰 턱시도를 입은 금발에 붉은 눈을 한 소년 모습의 흡혈귀. 하이웨스트와는 대치되어 있으며, 반대로 된 말투로 말한다.

## 게임
2016년 1월 30일에 공개된 스마트폰용 8비트 게임. 「카렌 오우가」를 주제로 하며, 아라라기 카렌이 스승에게 명령 받아, 오우가(逢我) 3산으로 수행의 길을 오른다. 「GAME START」에서는 카렌을 주인공으로 한 사이드뷰의 횡스크롤 점프 액션이 된다. 「암호를 입력한다」에서는 퀴즈의 답을 입력하는 것으로 이야기 시리즈의 일러스트를 주제로 한 벽지를 입수한다.